# Komine
Komine (en serbe cyrillique : Комине) est un village du nord du Monténégro, dans la municipalité de Pljevlja.

## Démographie

### Évolution historique de la population
| 1948 | 1953 | 1961 | 1971 | 1981 | 1991 | 2003 |
| ---- | ---- | ---- | ---- | ---- | ---- | ---- |
| 79   | 91   | 112  | 174  | 355  | 603  | 579  |